# Shaanxi Aircraft Corporation
Shaanxi Aircraft Corporation («Авиастроительная корпорация Шэньси», также известна как Shaanxi Aircraft Company) — китайская авиастроительная корпорация, дочернее предприятие государственного холдинга AVIC (входит в состав Xi’an Aircraft Industrial Corporation). Специализируется на производстве транспортных самолётов военного и гражданского назначения. Штаб-квартира и сборочные предприятия расположены в Ханьчжуне (базовый аэропорт — Ханьчжун Сигуань).

## История
С 1974 года Shaanxi Aircraft Corporation начала выпускать модель Shaanxi Y-8, разработанную на базе советского самолёта Ан-12. С 2010 года компания начала производство усовершенствованной модели Shaanxi Y-9.

## Продукция
Основная продукция Shaanxi Aircraft Corporation — военно-транспортные и санитарные самолёты, самолёты наблюдения за полем боя, самолёты морского патрулирования, противолодочные самолёты, воздушные командные пункты и самолёты радиолокационного контроля. 
- Транспортный самолёт Xian Y-7
- Транспортный самолёт Shaanxi Y-8
- Транспортный самолёт Shaanxi Y-9
- Транспортный самолёт Shaanxi Y-30[9]
- Самолёт дальнего радиолокационного обнаружения KJ-200
- Самолёт электронной поддержки Shaanxi Y-8 ESM
- Воздушный командный пункт Shaanxi Y-8 C3I
- Противолодочный самолёт Shaanxi Y-8 ASW (Shaanxi GX-8)
- Самолёт радиоэлектронной борьбы Shaanxi Y-9 ECM

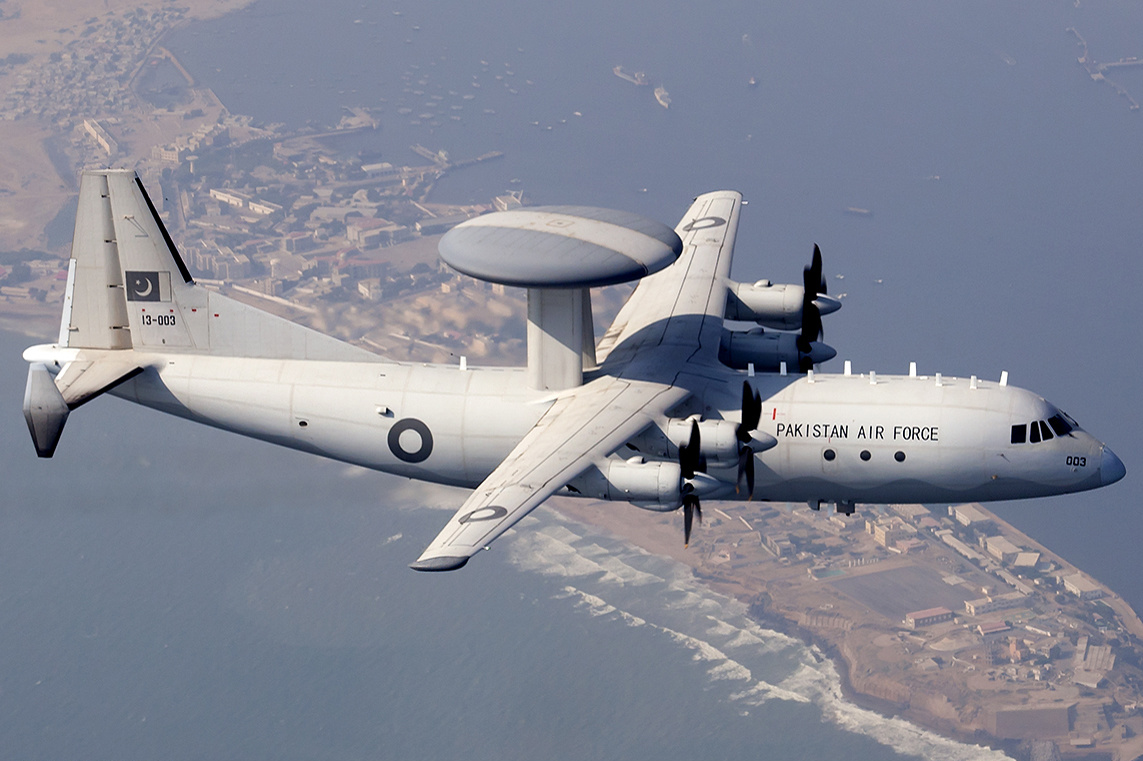
Shaanxi ZDK-03
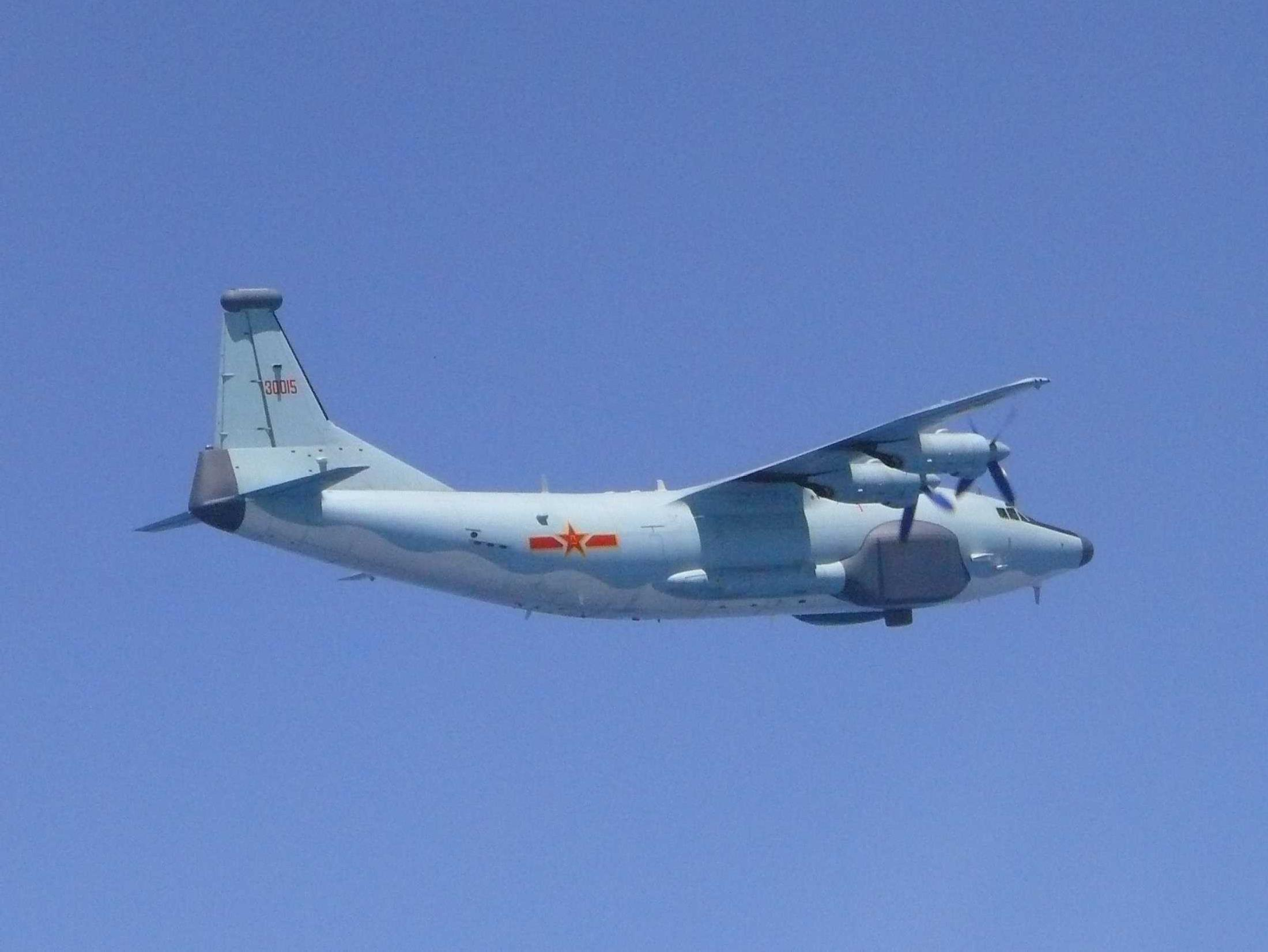
Shaanxi GX-4
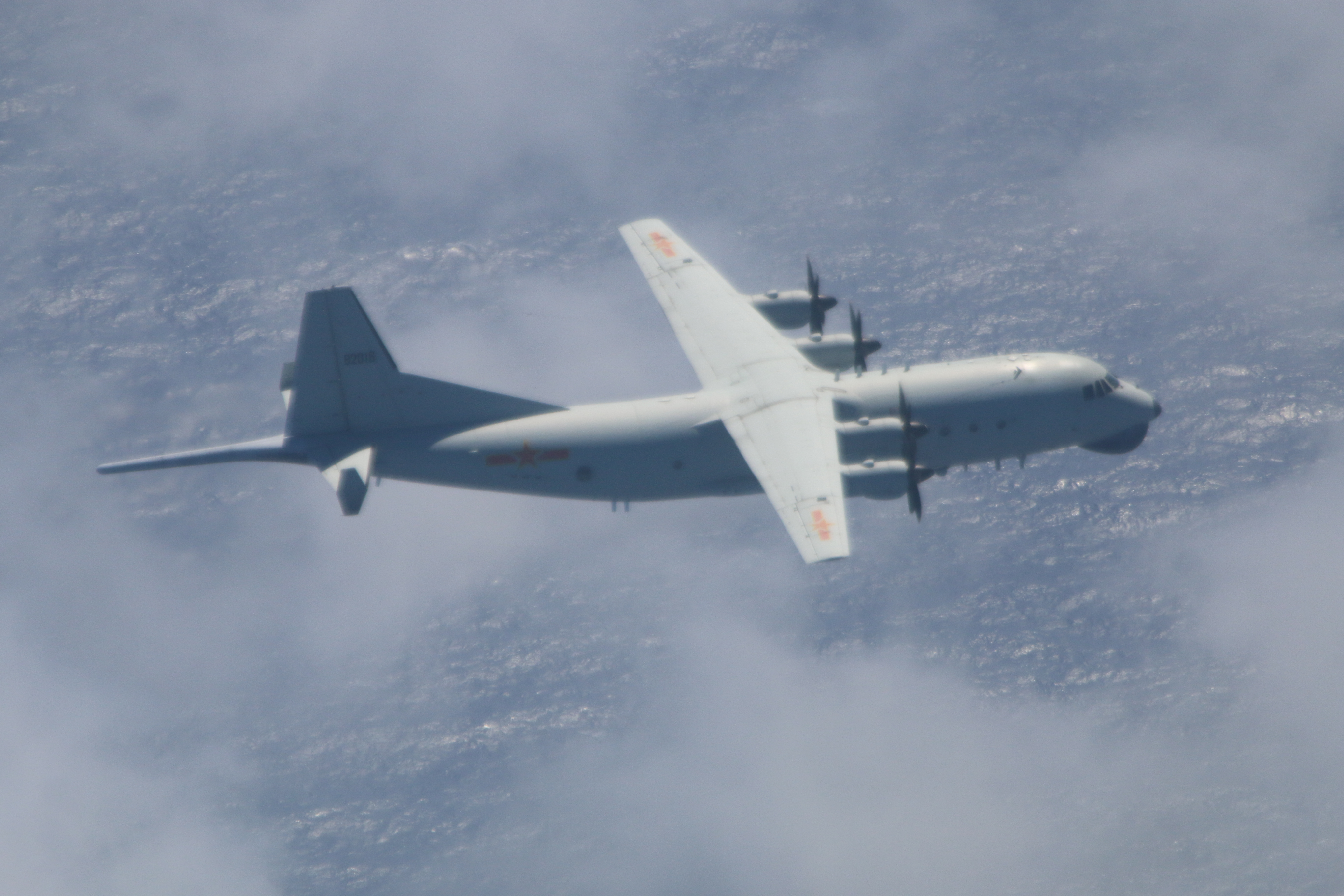
Shaanxi GX-6
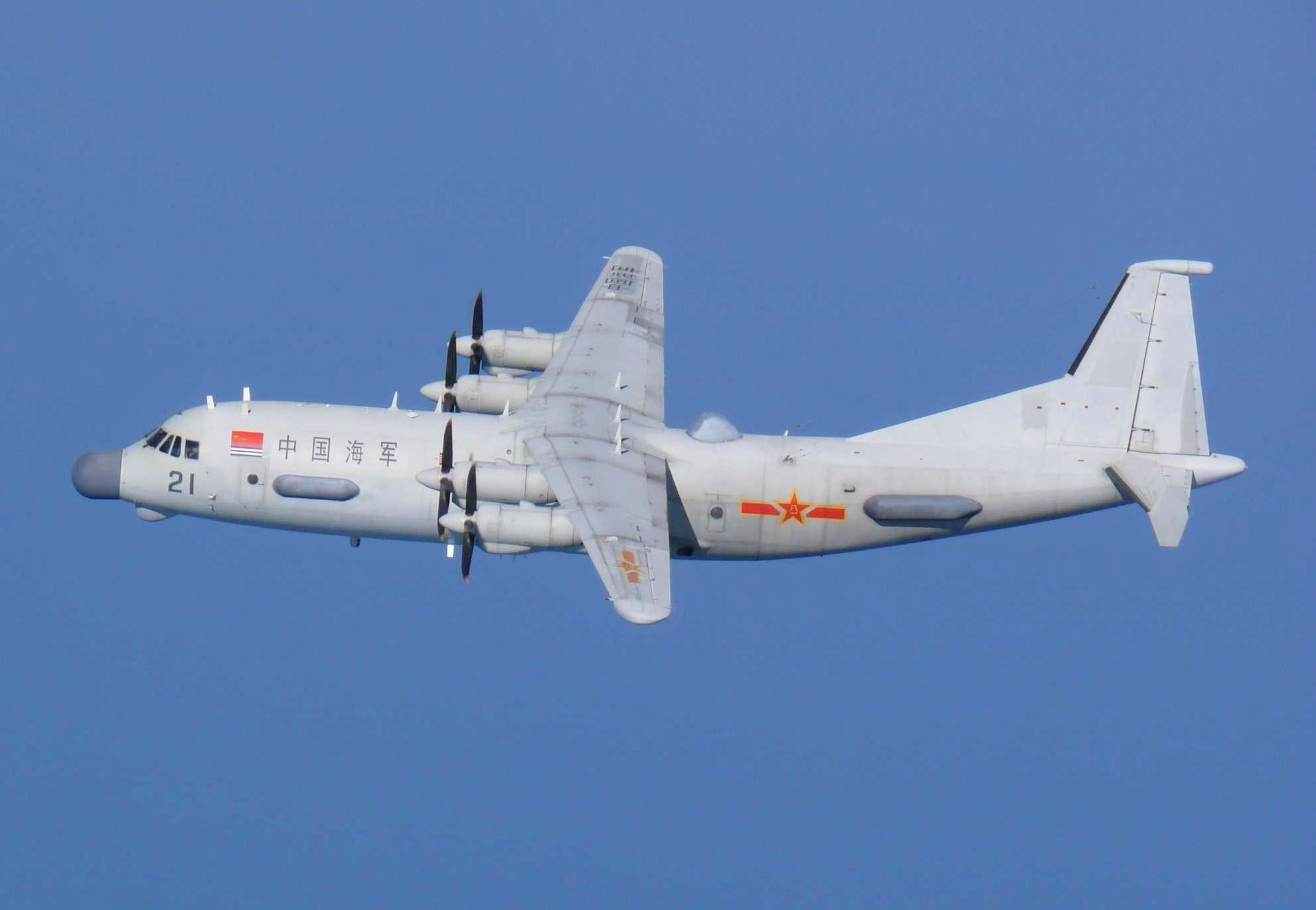
Shaanxi GX-8
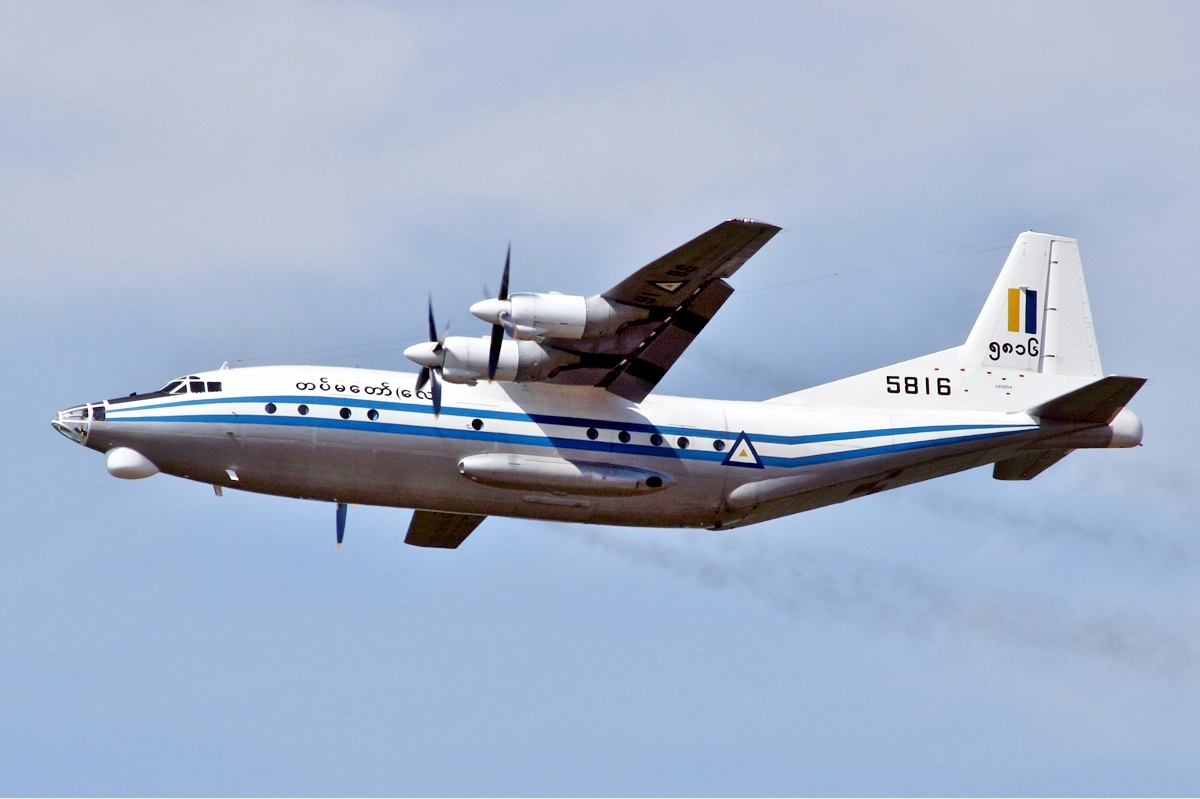
Shaanxi Y-8
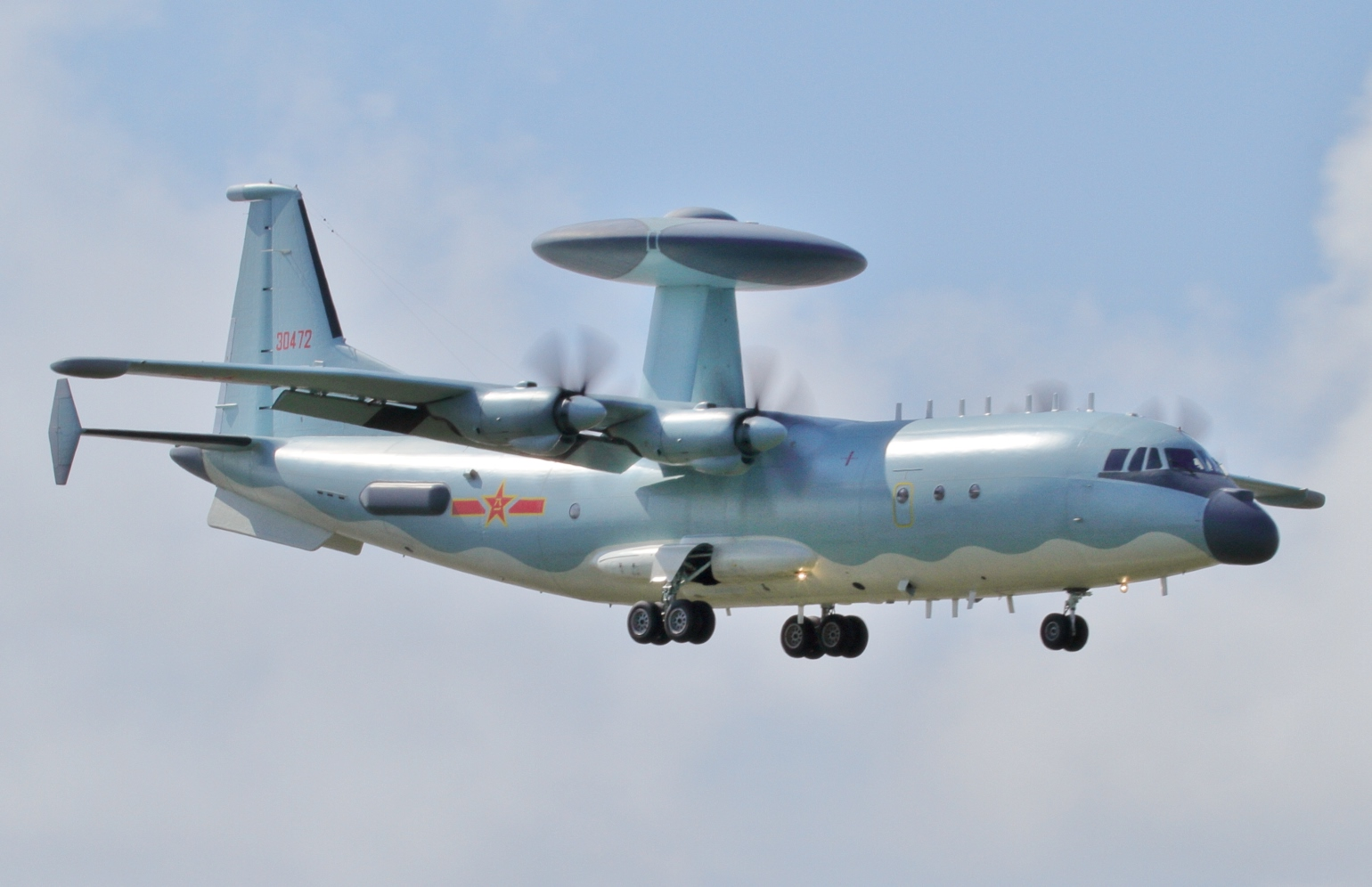
Shaanxi KJ-500
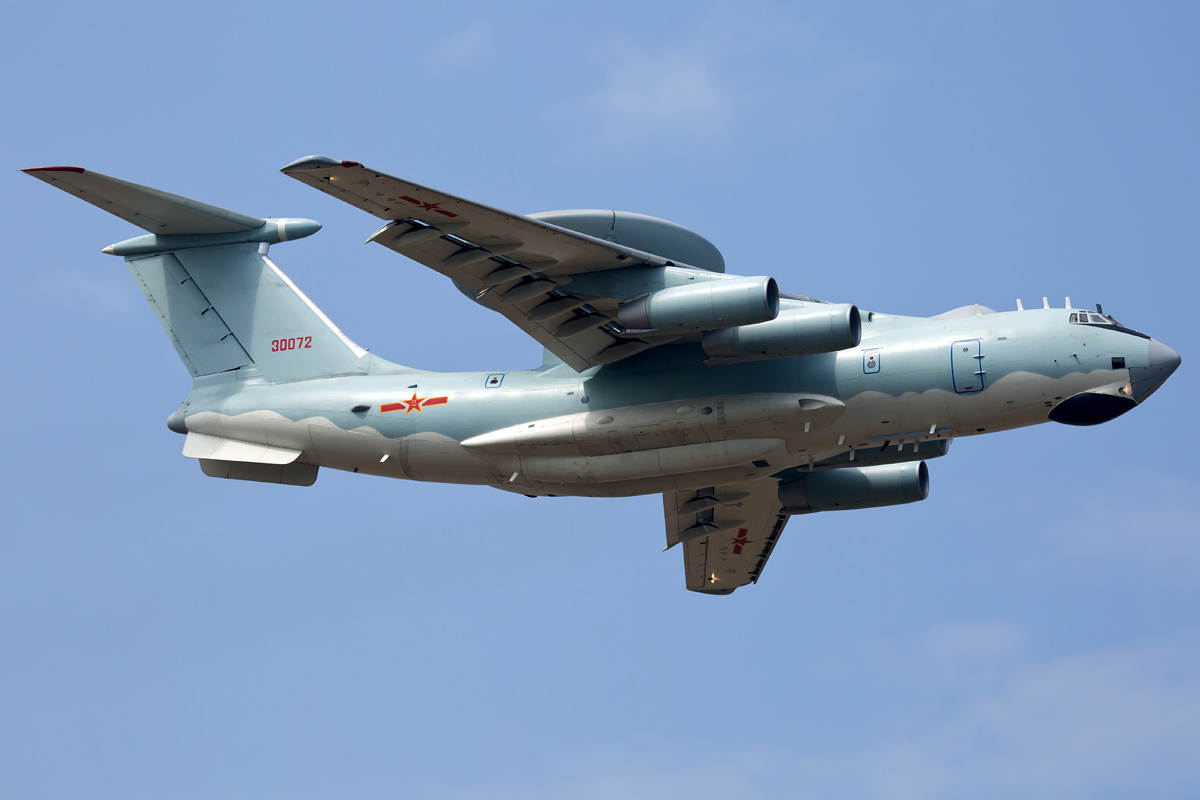
Shaanxi KJ-2000
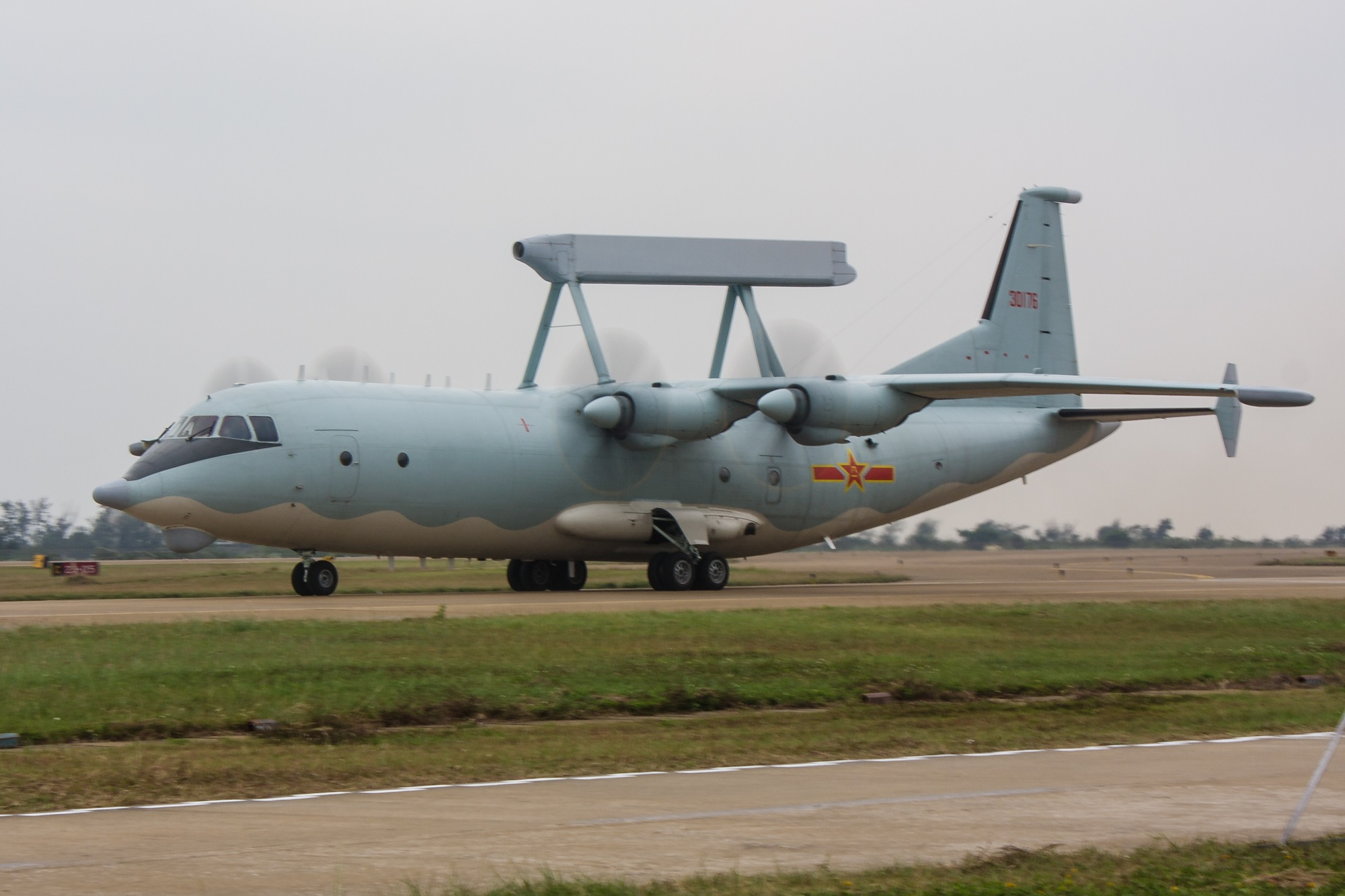
Shaanxi KJ-200
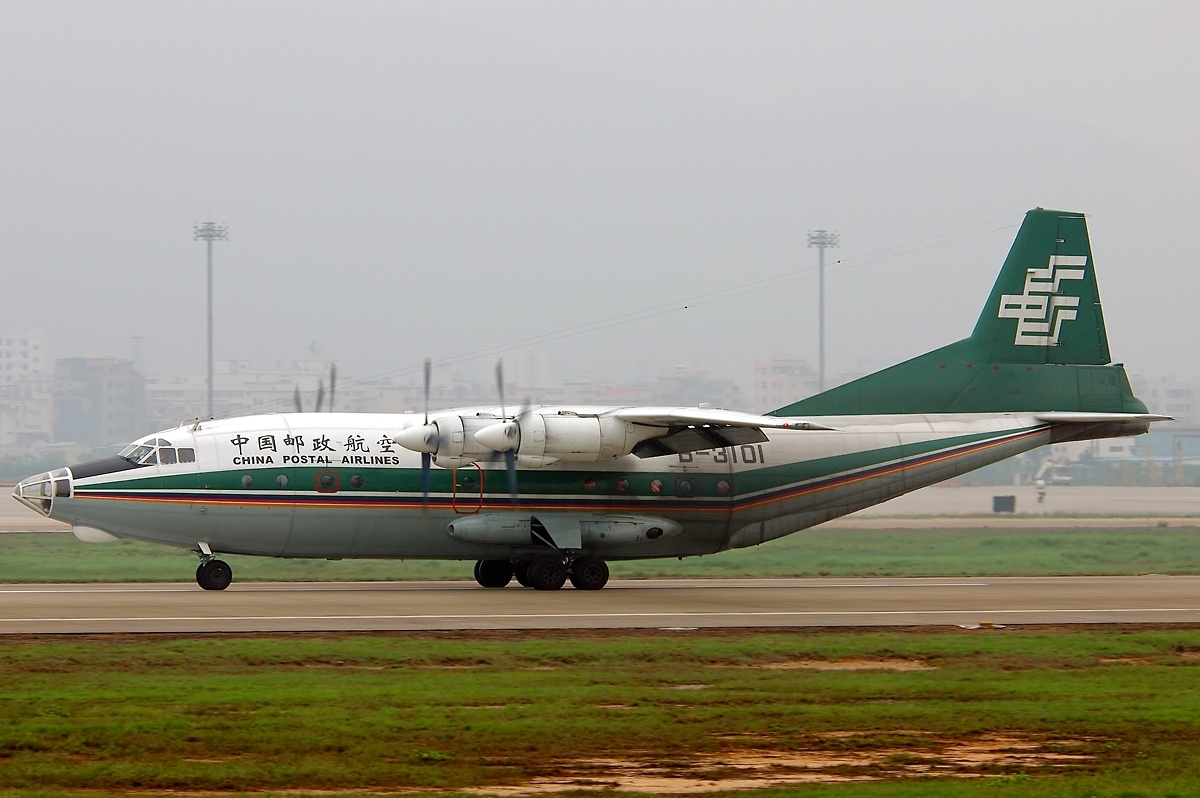
Shaanxi Y-8F-100
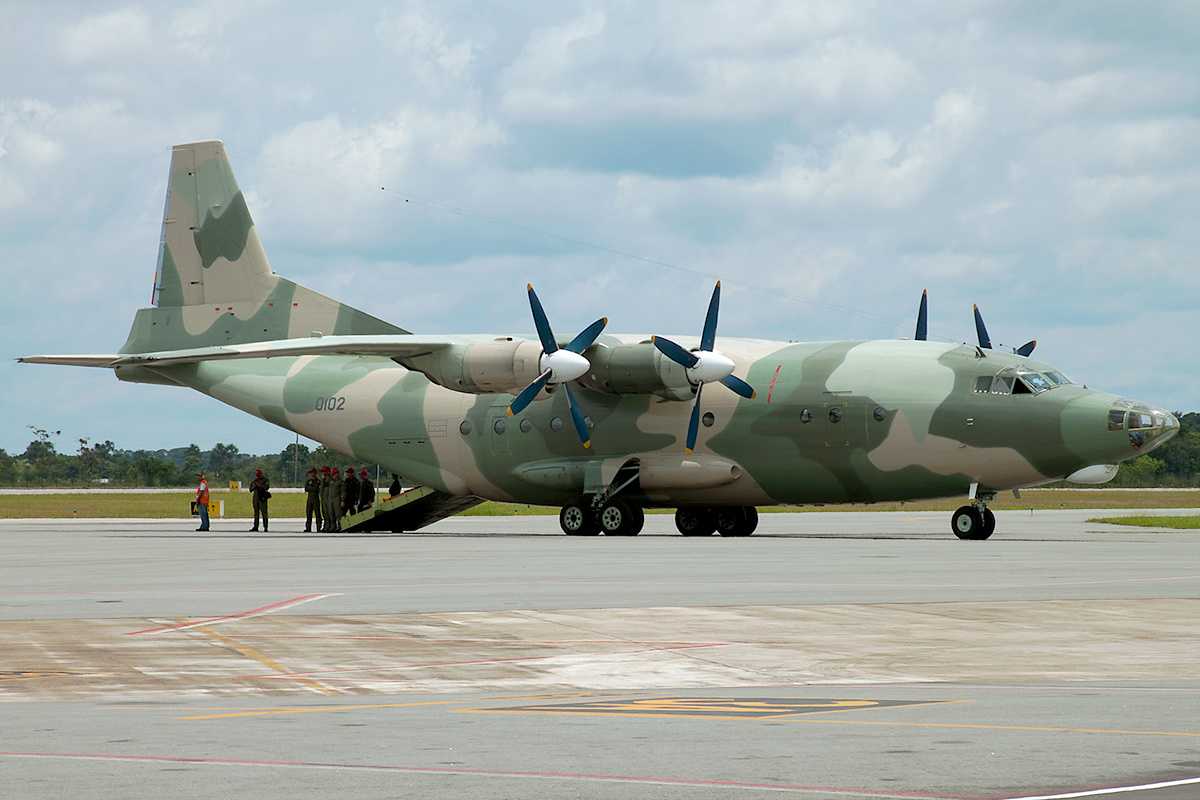
Shaanxi Y-8F-200W
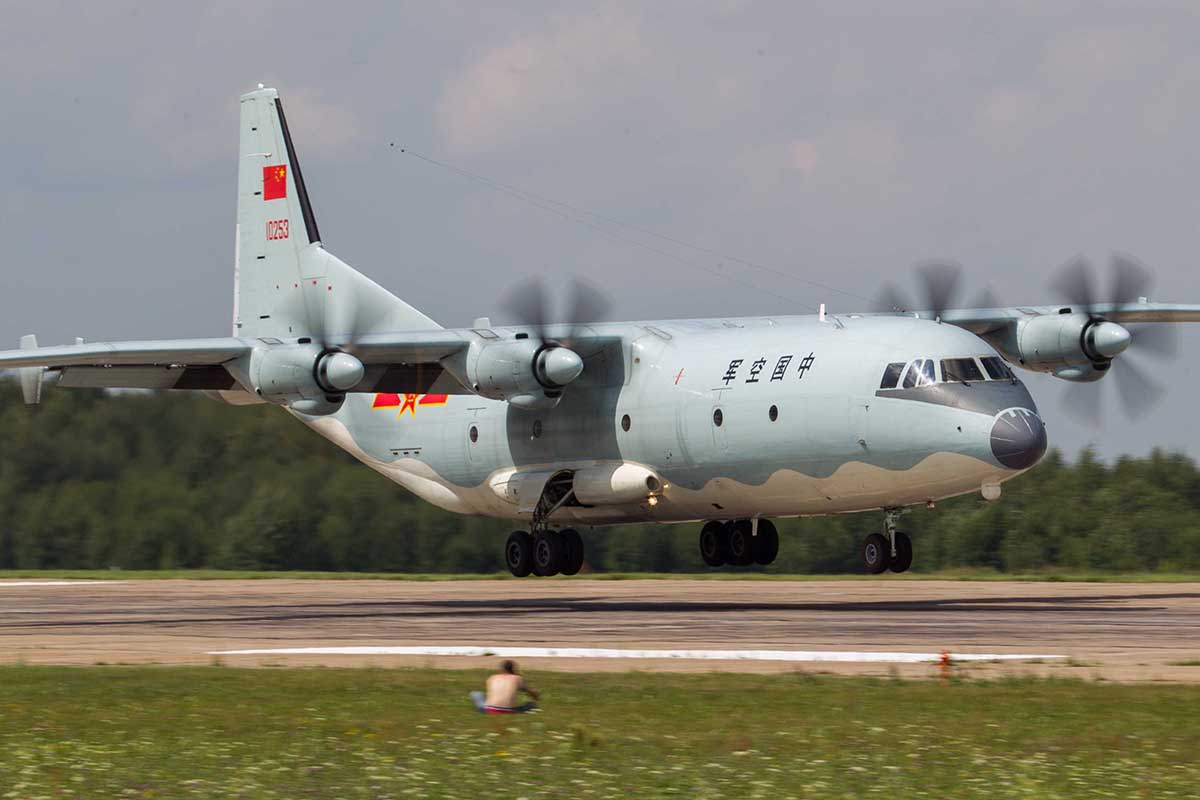
Shaanxi Y-9